# 佐伯政友
佐伯 政友（さへき まさとも、1927年5月 - 1995年1月4日）は日本の口腔解剖学者。医学博士（東京大学）。東京医科歯科大学卒。和歌山県出身。東北大学名誉教授。1995年1月4日、大腸腫瘍のため仙台市内の病院で死去、67歳。

## 著書
- 酒井琢朗; 佐伯政友 (1986), “推薦のことば”, in 後藤仁敏; 大泰司紀之, 歯の比較解剖学, 医歯薬出版, pp. iii-iv, ISBN 4263400704

## 論文
- 国立情報学研究所収録論文 国立情報学研究所

## 賞詞
- 従三位勲二等旭日重光章(1995年1月31日)東北大学名誉教授[3]